# Abaskiron
Abaskiron (altgriechisch Ἄπα Ἰσχυρίων Apa Ischyríon; † 592?) war ein oströmischer Topotērētēs (leitender Verwaltungsbeamter) und/oder Tribun im Ägypten des späten 6. Jahrhunderts. Er und seine Familie rebellierten etwa von 583 bis 588 gegen Kaiser Maurikios. Die wichtigste Quelle über ihn ist Johannes von Nikiu.

## Leben
Abaskiron stammte aus einer wohlhabenden, in Aykilah (Zawya Saqr, etwa 30 km südöstlich von Alexandria im Nildelta) ansässigen Familie. Er hatte zwei jüngere Brüder namens Menas und Jakob sowie einen Sohn Isaak. Zunächst als Kopist erwähnt, wurde Abaskiron zusammen mit seinen Brüdern vom Praefectus Augustalis Johannes als Gouverneur über mehrere ägyptische Städte eingesetzt. Ihre Position nutzten sie jedoch zu unautorisierten Übergriffen auf örtliche Repräsentanten der Fraktion der Blauen aus, die als traditionell chalkedonitisch-orthodox und somit kaisernah galten. Der Konflikt eskalierte so weit, dass die Städte Bana und Busiris geplündert und in Brand gesteckt wurden.
Die örtliche Präfekt von Busiris entkam nach Konstantinopel, wo er den Kaiser über die bedrohliche Situation unterrichtete. Maurikios wies Johannes an, Abaskiron und seine Familie aus dem Dienst zu entlassen, worauf diese mit offener Rebellion reagierten. Mit Waffengewalt ließ Abaskiron die Getreideschiffe auf dem Nil beschlagnahmen, was in Alexandria zu einer Hungersnot führte. Die Bevölkerung der Metropole erhob sich gegen Johannes, den sie für die kritische Lage verantwortlich machte. Sein Leben wurde angeblich von loyalen Mitgliedern der koptischen Kirche gerettet, als Präfekt wurde er jedoch durch Paulos abgelöst.
Die Rebellen dehnten ihren Machtbereich von Aykilah auf fast ganz Unterägypten aus, womit dem Imperium die Kontrolle über seine reichste Provinz und wichtigste Kornkammer zu entgleiten drohte. Isaak stellte darüber hinaus eine Flotte zusammen, die entlang der Küste patrouillierte, kaiserliche Schiffe aufbrachte und sogar Zypern überfiel. Der Patriarch Eulogios verhandelte im Auftrag der Zentralregierung mit den Aufständischen, jedoch ohne Ergebnis. Diese beabsichtigten offenbar einen neuen Präfekten ihrer Wahl in Alexandria zu installieren; ob sie weiterreichende politische Ziele verfolgten, etwa eine Sezession Ägyptens vom Imperium, ist aus der Überlieferung nicht ersichtlich.
Etwa um 588 wurde Johannes vom Kaiser wieder als Präfekt eingesetzt und mit der Niederschlagung des Aufstands beauftragt. Eine aus alexandrinischen, ägyptischen und nubischen Truppen zusammengezogene Streitmacht unter dem Befehl des Generals Theodoros ging nun gegen die Rebellenhochburg Aykilah in die Offensive. Die beiden feindlichen Lager trafen am Nil aufeinander. Mithilfe der prominenten – wohl unfreiwilligen – Überläufer Kosmas und Banon gelang es Theodoros vor der Schlacht, viele Anhänger Abaskirons ebenfalls zum Seitenwechsel zu bewegen. Die drei Brüder und Isaak kämpften mit ihren verbliebenen Truppen verzweifelt bis zum Einbruch der Nacht. Angesichts der Aussichtslosigkeit ihrer Lage flohen sie nach Abusan, wurden aber von der kaiserlichen Armee gestellt und gefangen genommen.
Die vier Rebellenführer wurden auf Kamelen in den Straßen von Alexandria vorgeführt und anschließend in Ketten gelegt. Johannes unternahm allerdings nichts weiter gegen seine ehemaligen Vertrauten. Erst sein Nachfolger Konstantin ließ die Brüder, vermutlich auf Befehl des Kaisers, ca. 592 enthaupten; Isaak wurde in die Verbannung geschickt. Die Städte Aykilah und Abusan wurden zur Strafe für ihre Beteiligung an dem Aufstand niedergebrannt.